# Mammea grandifolia
Mammea grandifolia är en tvåhjärtbladig växtart som beskrevs av P.F. Stevens. Mammea grandifolia ingår i släktet Mammea och familjen Calophyllaceae. Inga underarter finns listade i Catalogue of Life.